# Nonda
Nonda és un estratovolcà que es troba a l'illa de Vella Lavella, una illa de Salomó. Un dom de lava, que s'eleva fins als 760 msnm, es troba dins d'un cràter erosionat del qual no es té constància d'erupcions en temps històrics.